# Аренас-де-Сан-Хуан
Аренас-де-Сан-Хуан (ісп. Arenas de San Juan) — муніципалітет в Іспанії, у складі автономної спільноти Кастилія-Ла-Манча, у провінції Сьюдад-Реаль. Населення — 1044 особи (2010).
Муніципалітет розташований на відстані близько 130 км на південь від Мадрида, 44 км на північний схід від Сьюдад-Реаля.

## Демографія
Динаміка населення (INE ):

## Галерея зображень

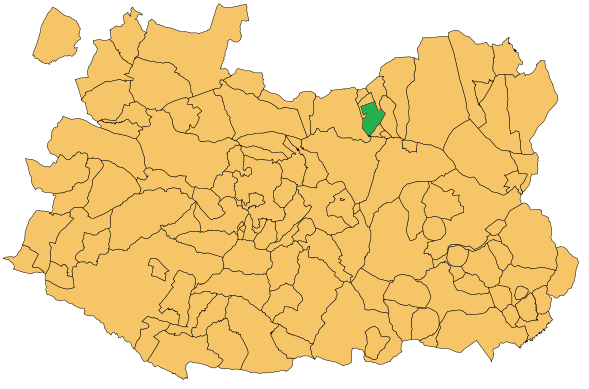
Розташування муніципалітету у провінції Сьюдад-Реаль